# Renault Gordini
Renault Gordini es el nombre con el que se conoce a una división de automóviles de calle semipreparados, producidos por el fabricante francés Renault. Se trata de una división fundada inicialmente en 1969, a expensas de la adquisición de la firma Gordini por parte de Renault, cuyo fundador, Amadeo Gordini, ya trabajaba como colaborador de la marca francesa, a partir de 1958, desarrollando coches de calle con prestaciones deportivas.
Su primer período de vida duró hasta el año 1977, a través del cual presentó versiones mejoradas de los modelos Renault Dauphine,Renault 4 Renault 5, Renault 8, Renault 12 y Renault 17. Esta división fue discontinuada, dando paso a Renault Sport, a la vez de comenzar a tejerse una alianza con Alpine para ocupar el lugar de Gordini.
Finalmente, en noviembre del año 2009, fue anunciado el resurgimiento de la división Renault Gordini, cuya presentación se planificó sobre la base de los modelos Twingo y Clio, sumándose luego el Wind. Inicialmente se pensó en desarrollar esta división como un escalón por debajo de Renault Sport, sin embargo esto fue echado por tierra por los propios directivos de Renault, quienes admitieron el reposicionamiento de Gordini, como la división de potenciados que alguna vez fue.

## Historia
Tras haber entrado en bancarrota en el año 1957 y conocedores de su reputación como preparador de motores, Renault decide contactarse con el ingeniero ítalo-francés Amédée Gordini y contratarlo en 1958 para ponerlo al frente de una división especial de motores potenciados que la casa francesa pretendió lanzar. En este sentido, el contrato estipulaba la creación de un automóvil pequeño, con motor de 4 cilindros que no superase el litro de cilindrada nominal y con caja manual de 4 marchas. El modelo elegido para iniciar esta tarea fue el pequeño Renault Dauphine (conocido por su nombre en código R1090), un sedán de cuatro puertas que presentaba la particularidad de llevar su sala de máquinas en la parte trasera del coche, una característica impuesta por varios modelos de la época. El pequeño Dauphine había sido presentado en 1956 y estaba equipado con un impulsor Ventoux de 845 cm³, capaz de generar 26 CV de potencia. El contrato con Renault estipulaba que Gordini debía extraerle a esos motores un plus de entre 8 y 10 CV extras, a cambio del compromiso de Renault para homologar estas máquinas. En este sentido, el apodado "Le Sorcier" ("El brujo", en francés) pondría manos a la obra y establecería un exhaustivo trabajo por el cual terminaría exprimiendo 37 CV netos de potencia al motor Ventoux. Para lograrlo, tuvo que reemplazar el carburador, la culata y los colectores, además de reformular la caja de cambios, desdoblando la segunda velocidad en dos nuevas marchas (siempre manteniendo la relación de multiplicación) y elevando la tercera velocidad a cuarta.
Tras la presentación del nuevo Dauphine potenciado por Gordini (que pasaba a adoptar el nombre en código R1091), Renault expresaría su satisfacción por el trabajo realizado por su nuevo jefe del departamento de potenciados, proponiéndole la extensión de su contrato y convirtiendo a la firma Gordini en una oficina de técnica de colaboración. De esta forma, Renault se comprometería a producir y vender una partida más extensa de las unidades potenciadas por Gordini, a la vez de contar con su colaboración para el desarrollo y potenciado de futuros modelos planeados por la compañía automotriz.
Él éxito en ventas que produjo la versión Gordini del Dauphine llevó a la firma francesa a plantear el mismo proceso a la versión lujosa de este modelo, conocida como Ondine. Si bien el Dauphine y el Ondine eran básicamente el mismo auto y apenas se diferenciaban por detalles estéticos incorporados al segundo, el cambio más importante radicaba en el motor que pasaba a ser más potente para el Ondine. El nuevo Ondine Gordini fue presentado en 1960 y llevó como código de identificación la nomenclatura R1091A. Las reformas impuestas por Gordini a este coche, a petición de Renault, incluyeron la incorporación de la caja de 4 velocidades estrenada en el Dauphine y la reformulación del impulsor que estaba preparado para desarrollar 40 CV de potencia (3 más que el Dauphine Gordini).
A pesar de que en ese entonces Renault no contaba con un departamento propio de competición, se valía de los conocimientos de Gordini para ofrecer a sus clientes coches de calle con altas prestaciones, que les permitía ser utilizados para distintas competencias. Aún sin esta división, Renault se las arreglaba para ser competitivo y sus coches comenzaban a ser muy populares entre los competidores de rally, al punto tal de conquistar grandes victorias como la de los franceses Guy Monraisse y Jacks Feretiwo, quienes al comando de un Dauphine se coronaron en el Rally de Montecarlo del año 1958. Estas cosas serían puestas en la balanza y con los conocimientos de Amédeé Gordini en la preparación de sus coches, Renault decide crear su primer departamento deportivo, poniendo al "Brujo" al frente del mismo como su director.
Tras la creación del departamento deportivo, prontamente sale de la línea de producción el Dauphine Gordini 1093 (número dado por su nomenclatura clave R1093), pensado exclusivamente para la competición. Este nuevo modelo superaba ampliamente las prestaciones del Ondine, siéndoles exprimidos 55 CV y potenciado con un carburador Solex invertido y bomba de aceleración. Debido a sus prestaciones, este modelo fue una versión que estuvo limitada a 2140 unidades. Al mismo tiempo, se dio su debut en el ámbito de la competición logrando un nuevo triunfo en el Rally de Córcega de 1962, de la mano de los franceses Pierre Orsini y Jean Canonicci.
Una particularidad estética que también caracterizó al desarrollo de estas unidades potenciadas por Gordini tuvo que ver con la decoración de sus carrozados, los cuales eran pintados completamente en color azul, con el agregado de un detalle consistente en dos líneas blancas que recorrían el coche de punta a punta, desde el capó hasta la tapa trasera del motor y ubicadas a la altura de la butaca izquierda del coche.

## Modelos de Renault Gordini

### Modelos anteriores (1958-1977)
- Renault Dauphine
- Renault 8
- Renault 5
- Renault 12
- Renault 17
- Renault 4

### Modelos actuales
- Renault Twingo[4]
- Renault Clio[5]
- Renault Wind[6]

## Galería de fotos

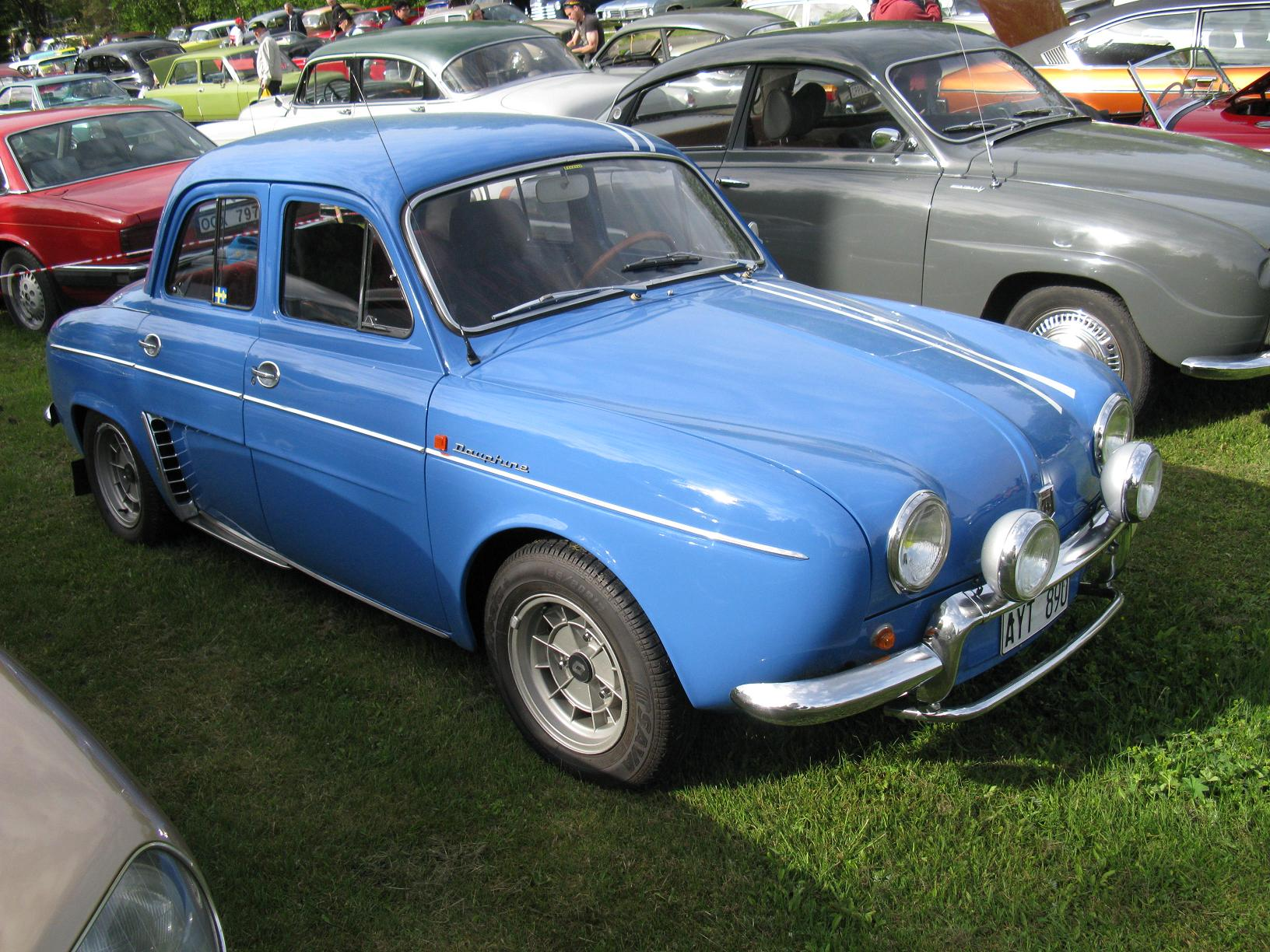
Renault Dauphine Gordini
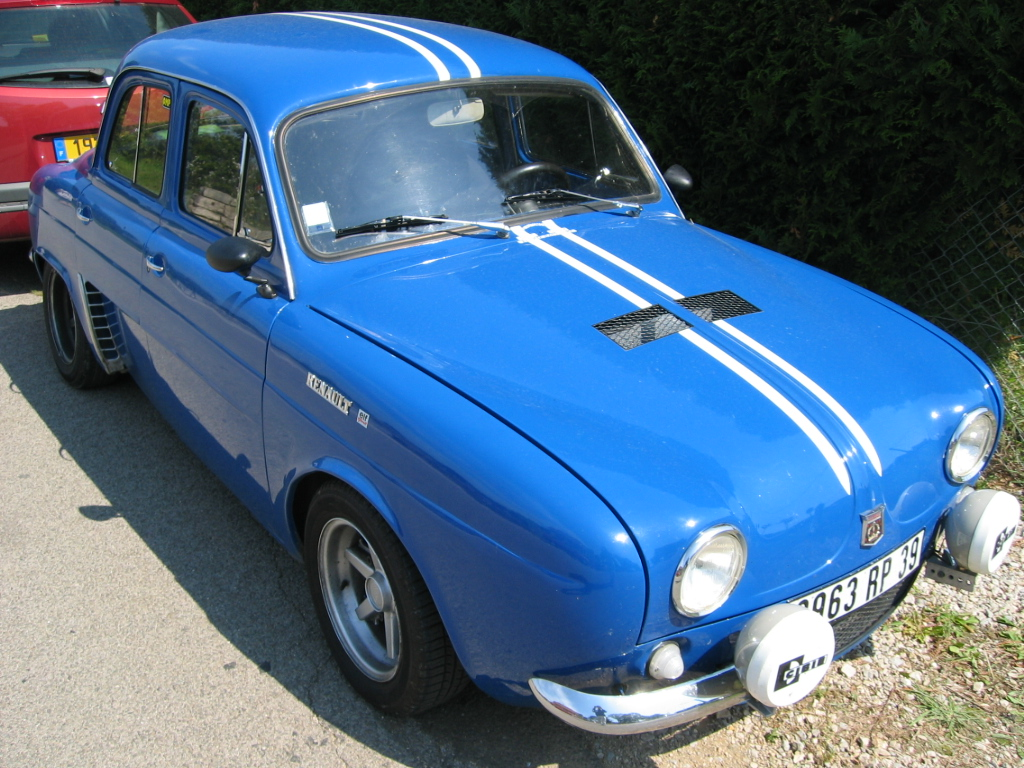
Renault Ondine Gordini
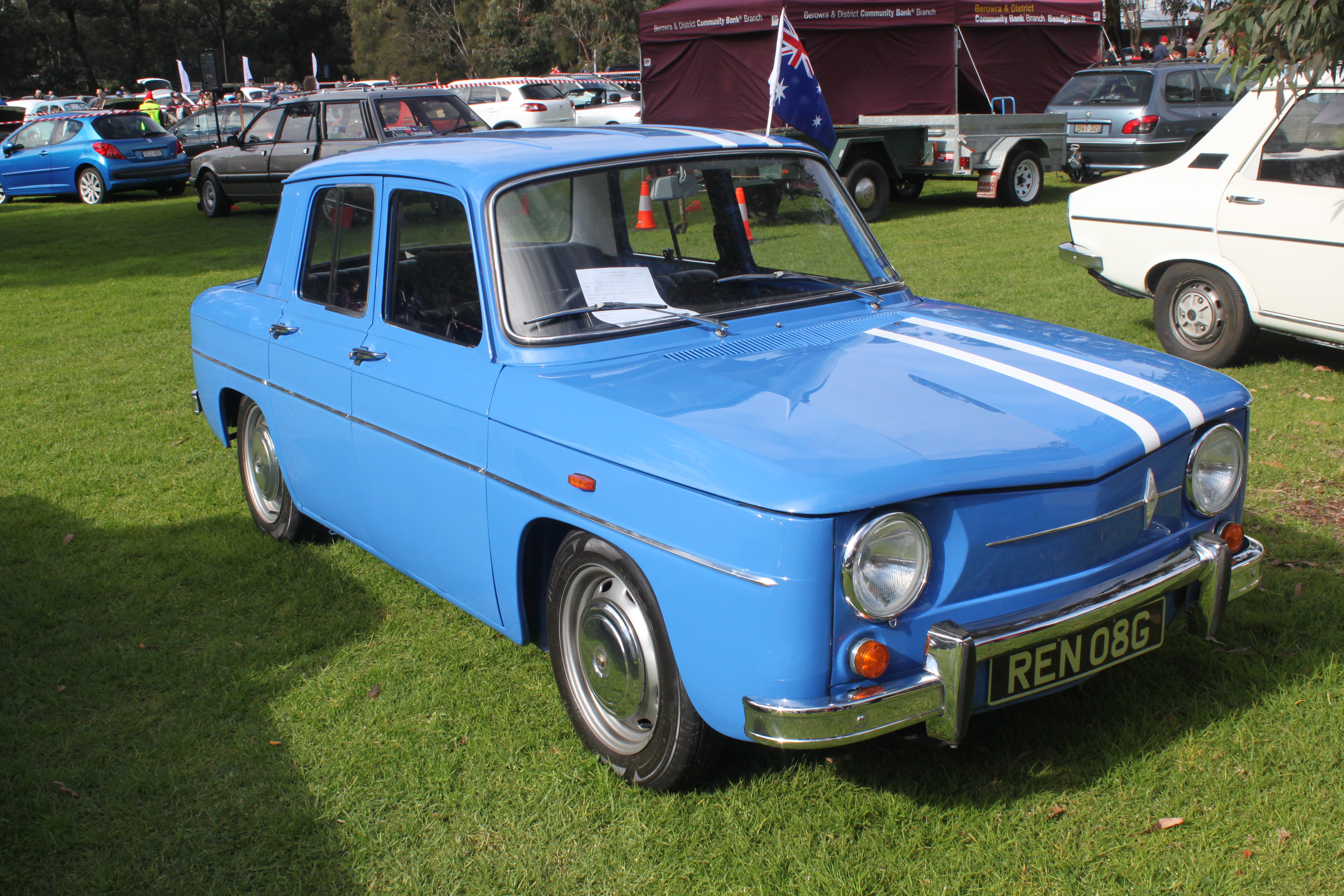
Renault 8 Gordini.
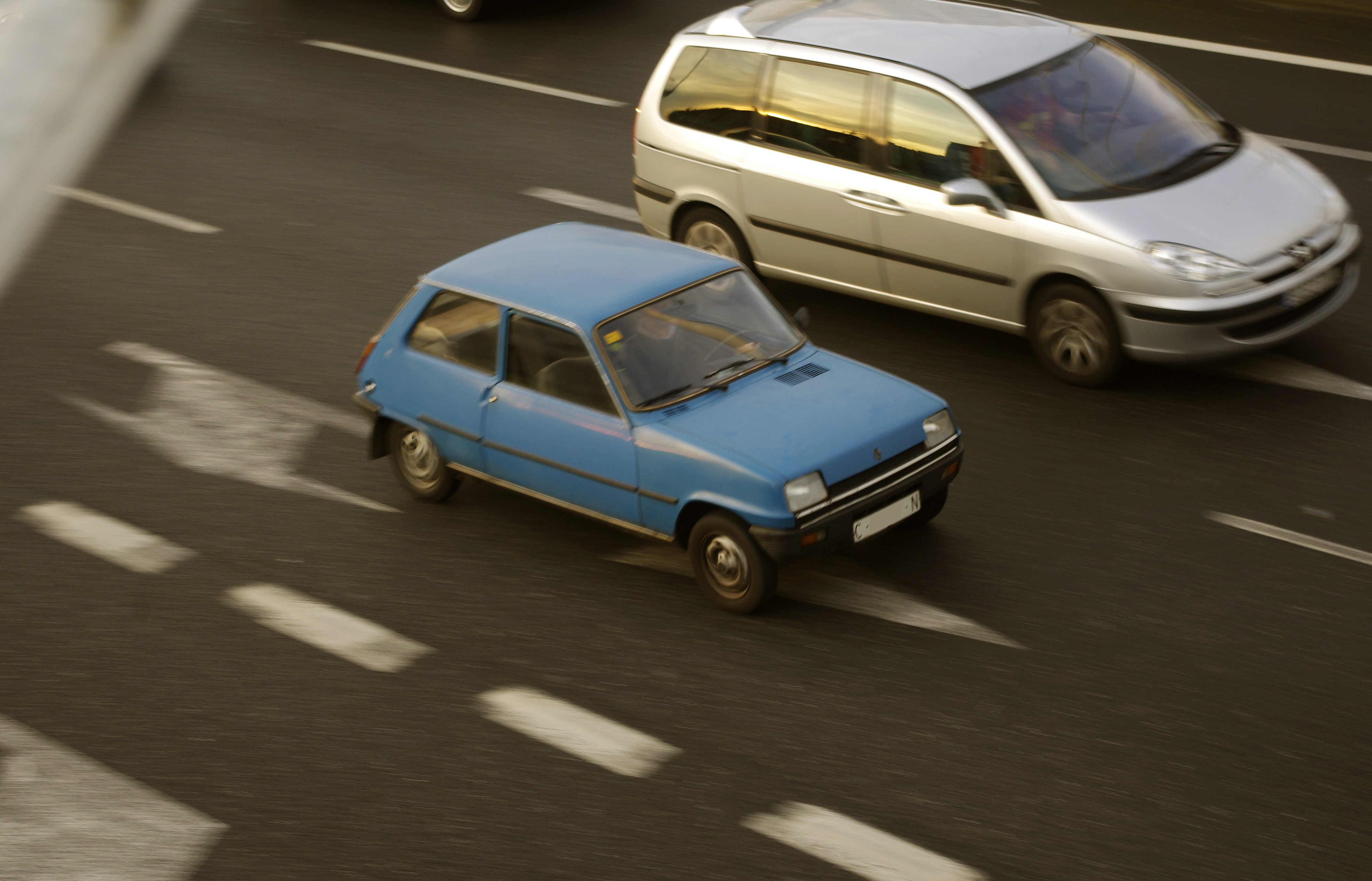
Renault 5 Gordini
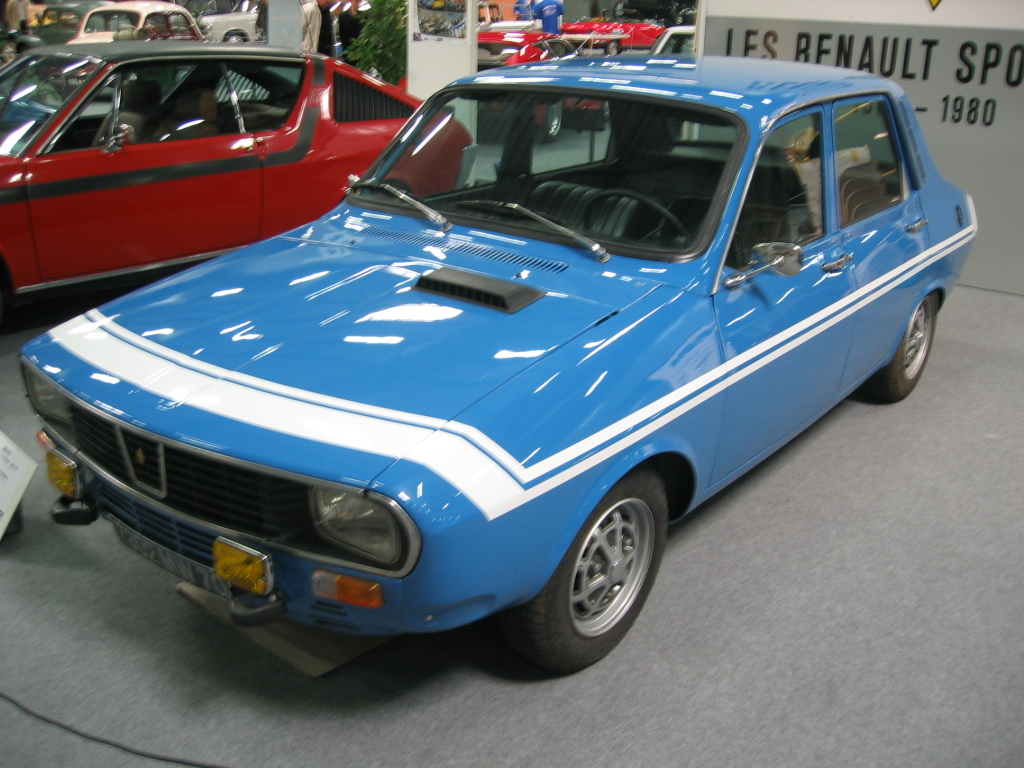
Renault 12 Gordini
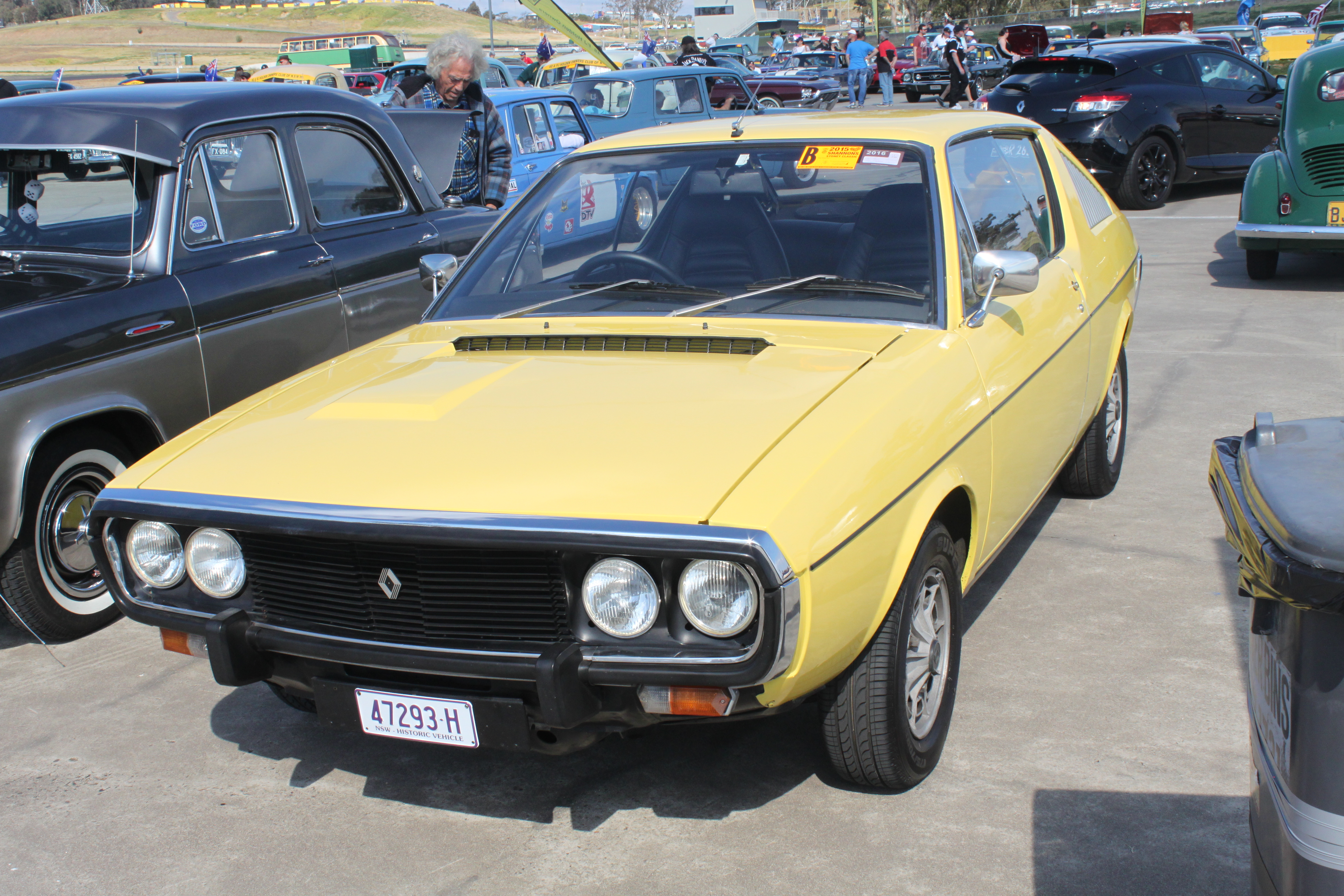
Renault 17 Gordini
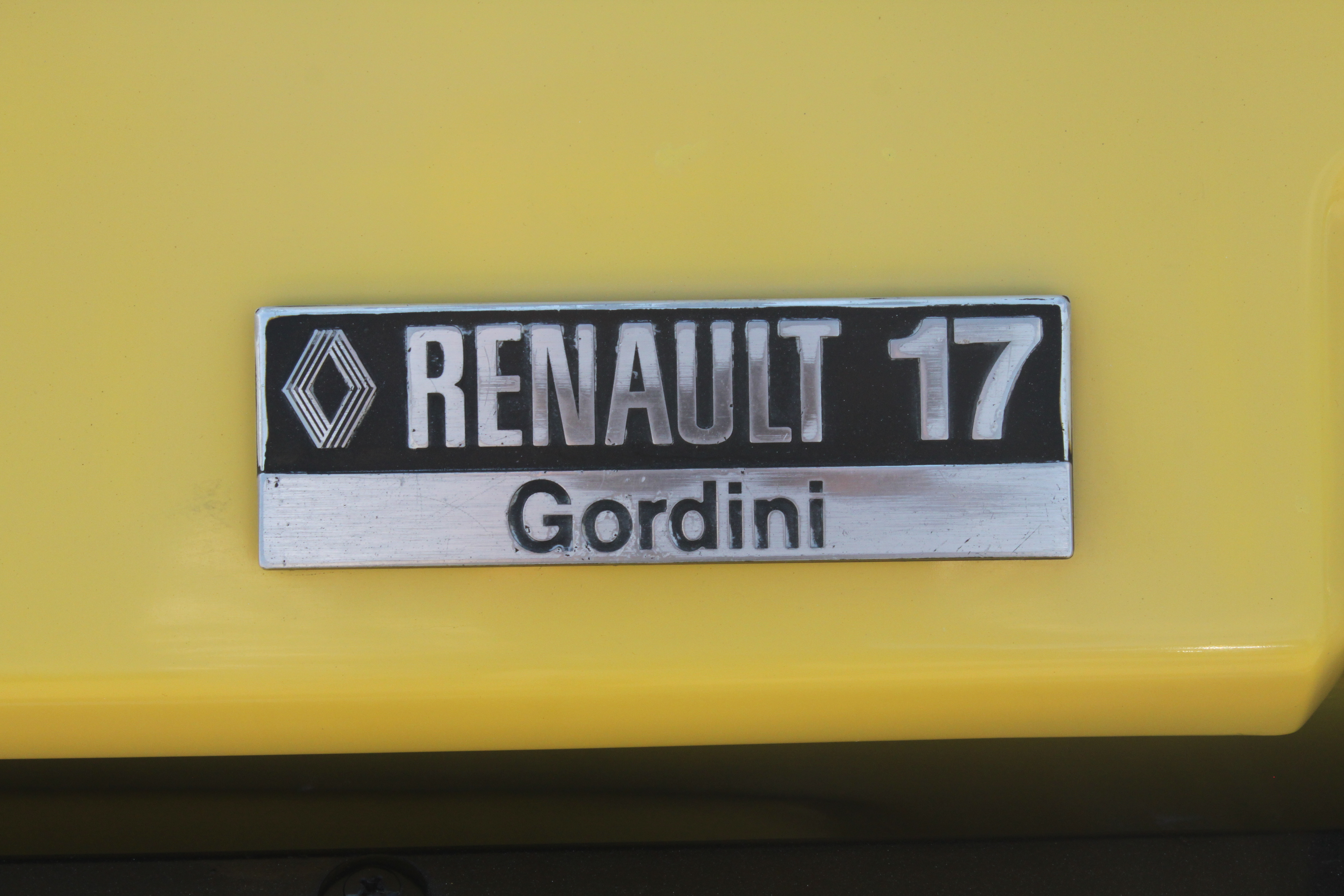
Identificación del R17 Gordini
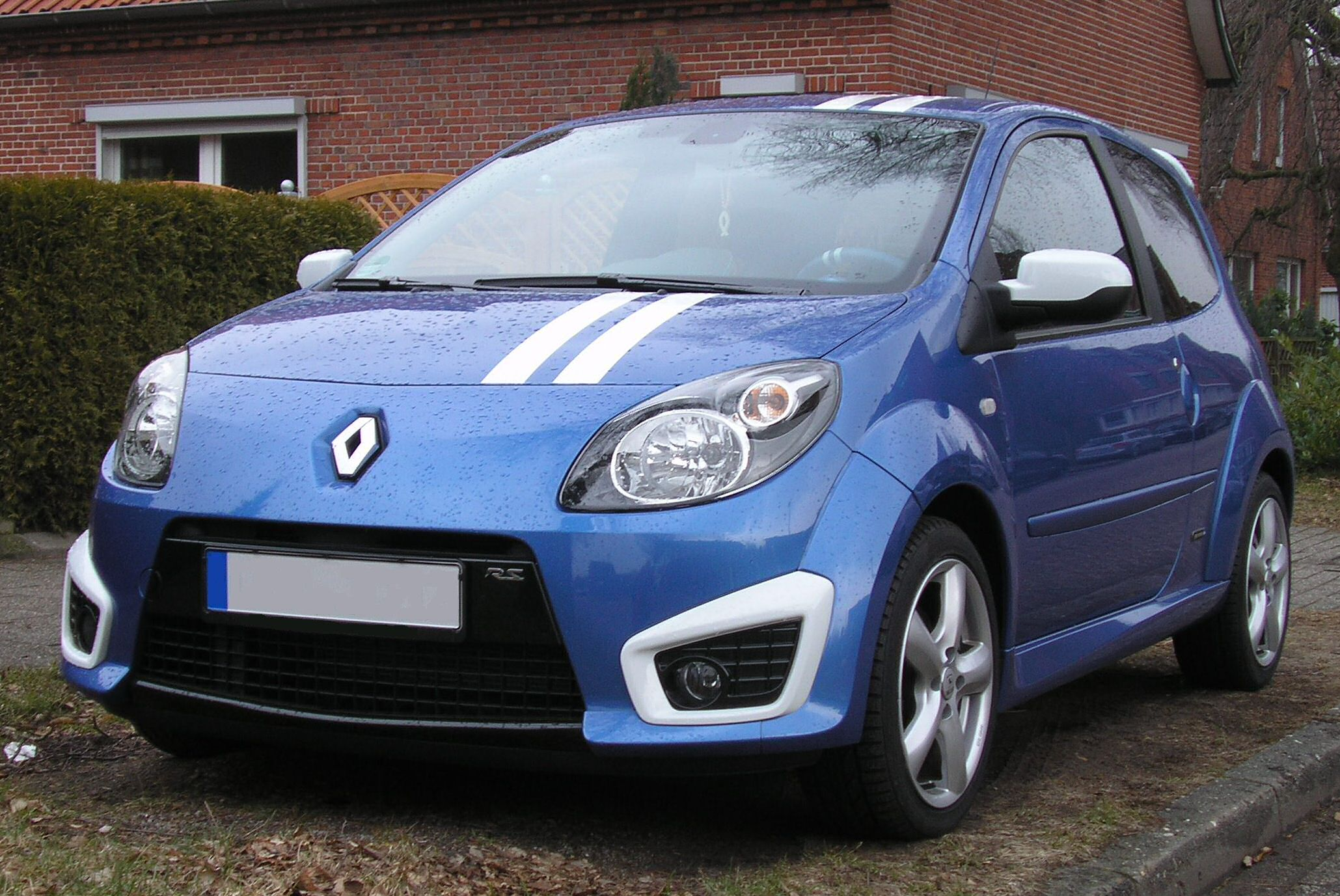
Renault Twingo Gordini
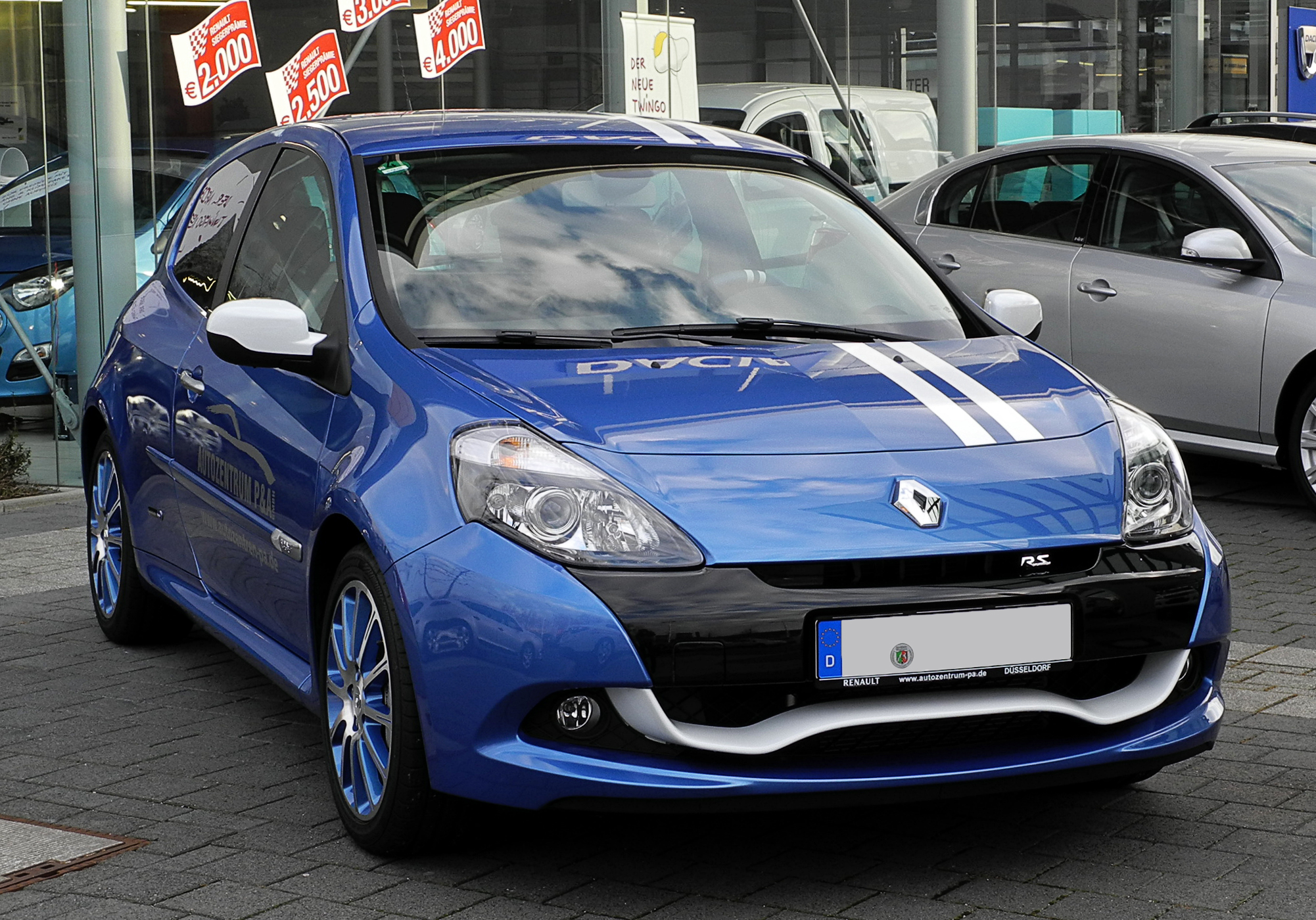
Renault Clio Gordini
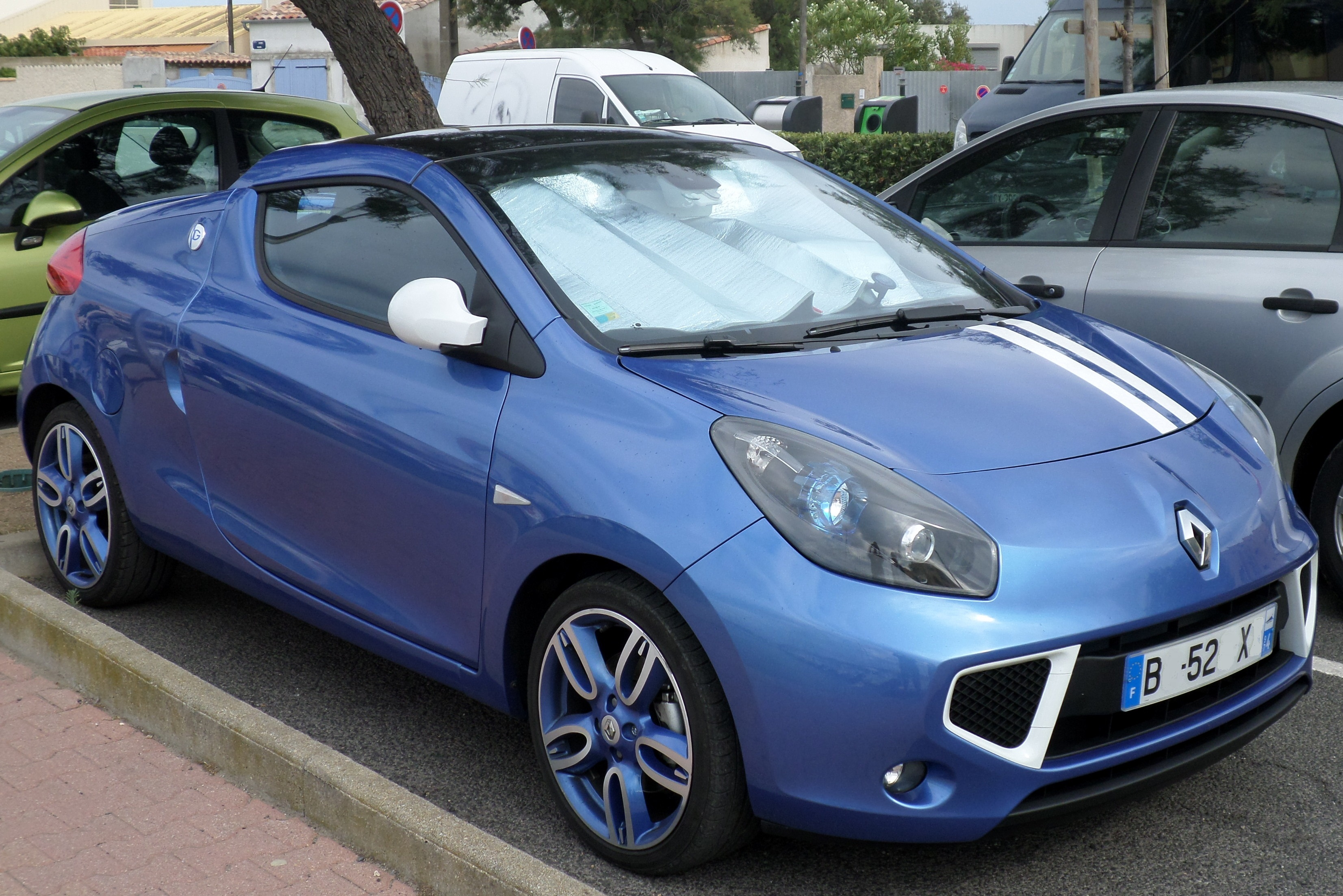
Renault Wind Gordini